# Hidvéghy Valéria
Hidvéghy Valéria, külföldön: Valerie Pascal Delacorte (Budapest, 1914. június 12. – Palm Beach Gardens, Florida, USA 2011. július 14.) magyar színésznő.

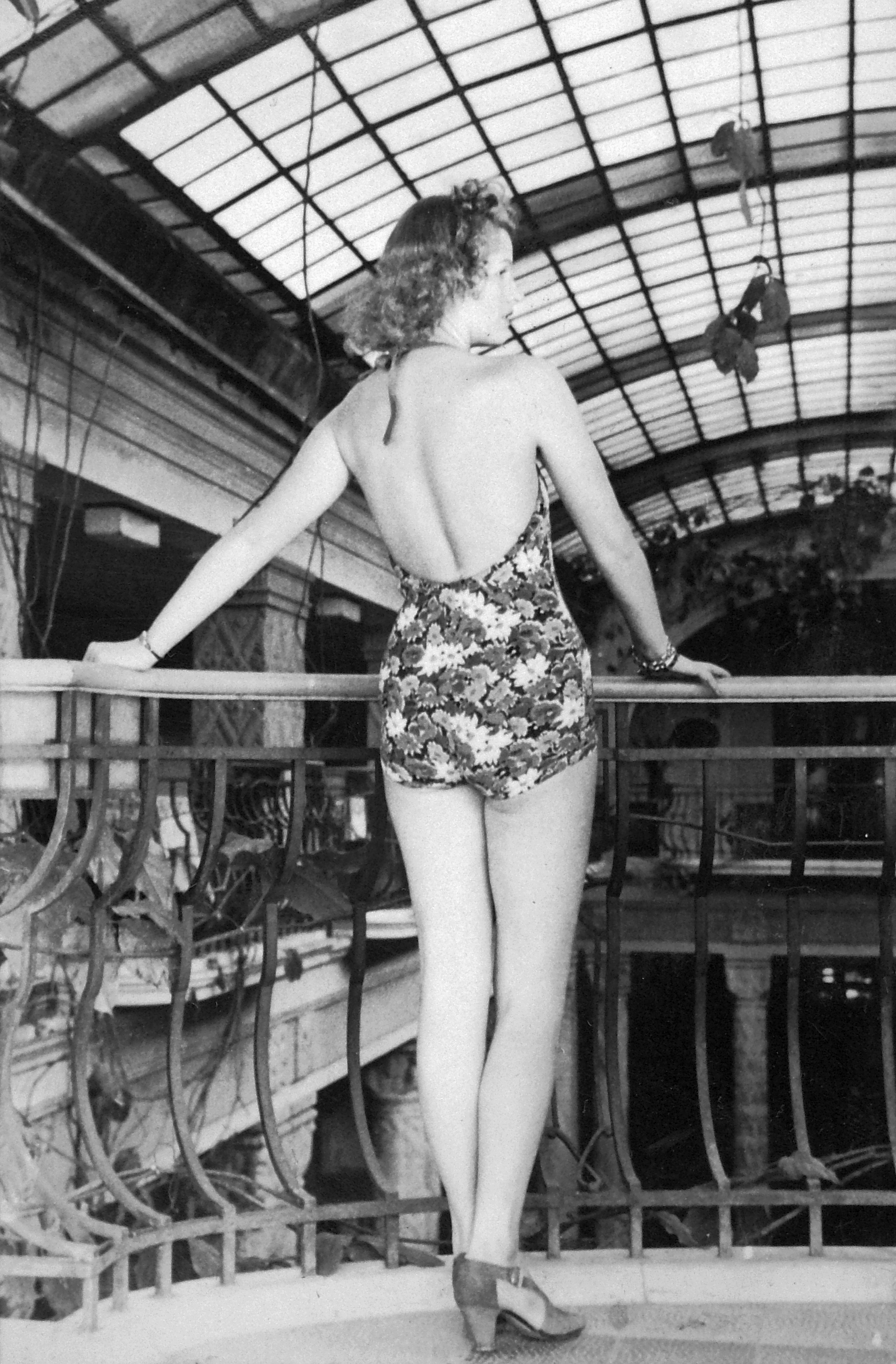
Hidvéghy Valéria a Gellért gyógyfürdőben (1940)

## Élete
Szülei Hoecker Henrik Ignác gépészmérnök és Kovács Julianna Szidónia voltak. Nagynénje Törökné Kovács Hermin írónő. A Színiakadémiát 1939-ban végezte el. 1939 és 1941 között tagja volt a Vígszínháznak és a Pesti Színháznak, 1942–43-ban pedig az Új Magyar Színházhoz szerződött. Számos filmben feltűnt 1936 és 1944 között. A második világháborút követően Londonba emigrált. Első férje Jakabffy Tibor földbirtokos volt. Második férje, Gabriel Pascal filmproducer révén került kapcsolatba George Bernard Shaw-val, hármójuk kapcsolatáról The Disciple and His Devil címmel írt visszaemlékezést. Harmadik férje George T. Delacorte, Jr. filantróp volt.

## Színpadi szerepei
- Olga Szergejevna (Goncsarov–Beczássy Judit: Oblomov)
- Suzette (Edward Sheldon: Románc)
- Lili (Vaszary Gábor: A szőkékkel mindig baj van)

## Filmjei
- Pogányok (1937)
- Egy lány elindul (1937)
- Szerelemből nősültem (1937)
- Tokaji rapszódia (1937)
- A kölcsönkért kastély (1937)
- Marika (1938)
- Maga lesz a férjem (1938)
- Te csak pipálj Ladányi (1938)
- Azurexpress (1938)
- Varjú a toronyórán (1938)
- Péntek Rézi (1938)
- A papucshős (1938)
- Borcsa Amerikában (1938)
- Megvédtem egy asszonyt (1938)
- Fekete gyémántok (1938)
- Döntő pillanat (1938)
- A harapós férj (1938)
- Magdát kicsapják (1938)
- Pillanatnyi pénzzavar (1938)
- Szervusz Péter! (1939)
- 5 óra 40 (1939)
- Fűszer és csemege (1939)
- Érik a búzakalász (1939)
- Fehérvári huszárok (1939)
- Pusztai királykisasszony (1939)
- Zúgnak a szirénák (1939)
- Lángok (1940)
- Erdélyi kastély (1940)
- Zavaros éjszaka (1940)
- Az utolsó Vereczkey (1940)
- Bercsenyi huszárok (1940)
- Szeressük egymást (1940)
- András (1941)
- Életre ítéltek! (1941)
- Akit elkap az ár (1942)
- Egy bolond százat csinál (1942)
- Lelki klinika (1942)
- Gyávaság (1942)
- Őrségváltás (1942)
- Kadétszerelem (1942)
- Szabotázs (1942)
- Ragaszkodom a szerelemhez (1943)
- Futóhomok (1943)
- II. magyar kívánsághangverseny (1944)
- Afrikai vőlegény (1944)